# Kazuki Tsuda
Kazuki Tsuda (津田 和樹 Tsuda Kazuki?, nacido el 26 de julio de 1982 en Tokio) es un exfutbolista japonés. Jugaba de defensa y su último club fue el FC Machida Zelvia de Japón.

## Trayectoria

### Clubes
| Club              | País  | Año         |
| ----------------- | ----- | ----------- |
| Shimizu S-Pulse   | Japón | 2001 - 2003 |
| Ventforet Kofu    | Japón | 2004        |
| FC Machida Zelvia | Japón | 2005 - 2012 |

## Estadística de carrera

### J. League
| Club              | Año   | J. League | J. League | Copa J. League | Copa J. League | Total | Total |
| Club              | Año   | Part.     | Goles     | Part.          | Goles          | Part. | Goles |
| ----------------- | ----- | --------- | --------- | -------------- | -------------- | ----- | ----- |
| Shimizu S-Pulse   | 2001  | 0         | 0         | 0              | 0              | 0     | 0     |
| Shimizu S-Pulse   | 2002  | 0         | 0         | 0              | 0              | 0     | 0     |
| Shimizu S-Pulse   | 2003  | 0         | 0         | 0              | 0              | 0     | 0     |
| Ventforet Kofu    | 2004  | 1         | 0         | -              | -              | 1     | 0     |
| FC Machida Zelvia | 2012  | 22        | 0         | -              | -              | 22    | 0     |
| Total             | Total | 23        | 0         | 0              | 0              | 23    | 0     |

## Palmarés

### Títulos nacionales
| Título             | Club            | País  | Año  |
| ------------------ | --------------- | ----- | ---- |
| Copa del Emperador | Shimizu S-Pulse | Japón | 2001 |